# Terapia nerkozastępcza
Terapia nerkozastępcza zwana także leczeniem nerkozastępczym (ang. renal replacement therapy, RRT) – formy leczenia zastępujące funkcję nerek i podtrzymujące życie w niewydolności nerek. Zalicza się do nich: 
- przeszczepienie nerki
- hemodializę
- hemofiltrację
- dializę otrzewnową

Przeczytaj ostrzeżenie dotyczące informacji medycznych i pokrewnych zamieszczonych w Wikipedii.